# Saint-Ouen-les-Vignes
Pour les articles homonymes, voir Saint-Ouen et Vignes.
Saint-Ouen-les-Vignes est une commune française du département d'Indre-et-Loire, dans la région Centre-Val de Loire.
Elle est l'une des dix communes viticoles de l'aire d'appellation d'origine contrôlée (AOC) touraine-amboise. Ses habitants sont appelés les Audoniens.

## Géographie
|                       | Autrèche              |         |
| Montreuil-en-Touraine | Saint-Ouen-les-Vignes | Cangey  |
| Pocé-sur-Cisse        |                       | Limeray |

### Hydrographie

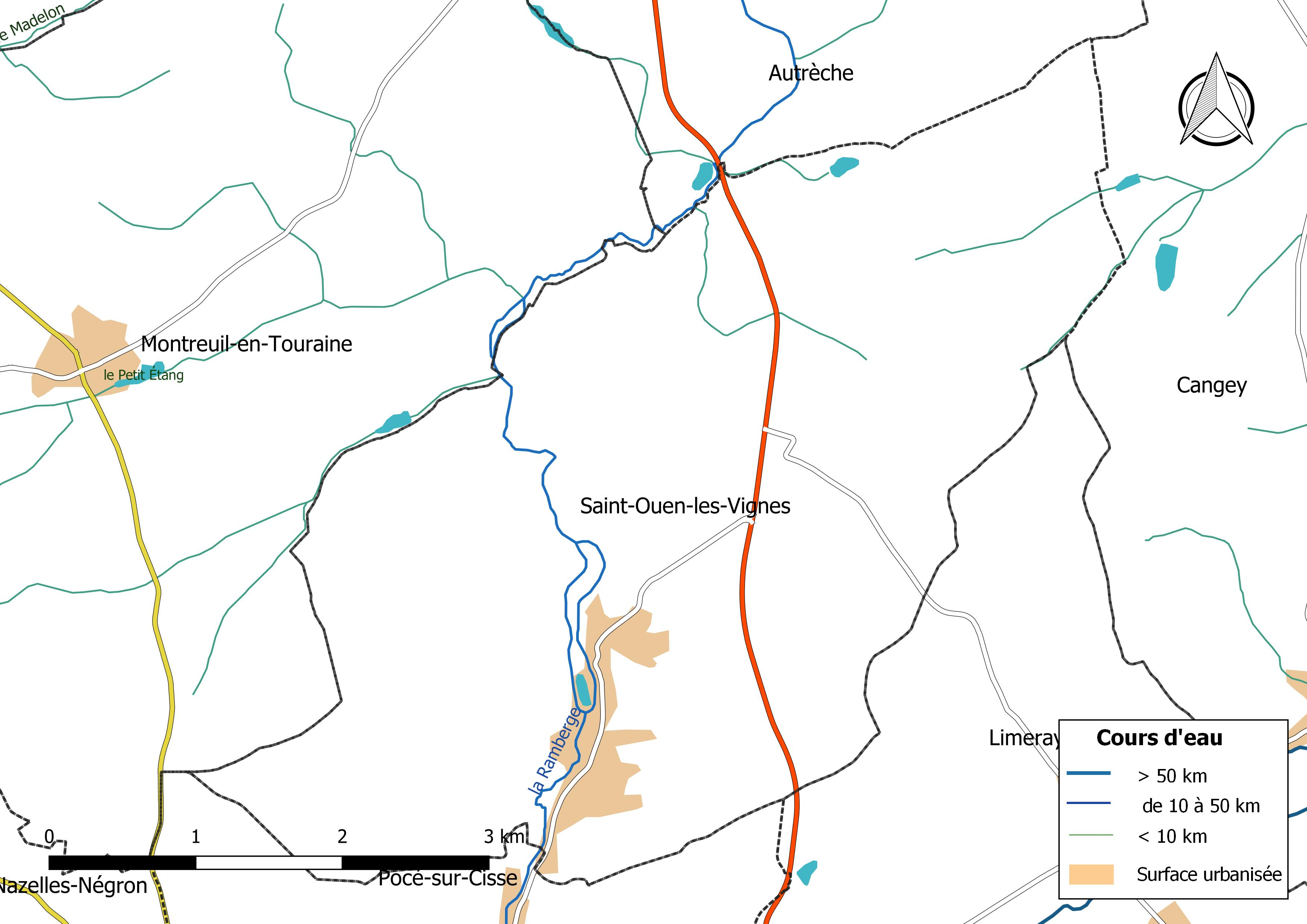
Réseau hydrographique de Saint-Ouen-les-Vignes.

Le réseau hydrographique communal, d'une longueur totale de 10,5 km, comprend un cours d'eau notable, la Ramberge (4,196 km), et quatre petits cours d'eau pour certains temporaires,.
La Ramberge, d'une longueur totale de 22,3 km, prend sa source dans la commune des Saint-Nicolas-des-Motets et se jette dans la Cisse à Pocé-sur-Cisse, après avoir traversé 7 communes. 
Sur le plan piscicole, la Ramberge est classée en deuxième catégorie piscicole. Le groupe biologique dominant est constitué essentiellement de poissons blancs (cyprinidés) et de carnassiers (brochet, sandre et perche).

### Climat
Pour des articles plus généraux, voir Climat du Centre-Val de Loire et Climat d'Indre-et-Loire.
En 2010, le climat de la commune est de type climat océanique dégradé des plaines du Centre et du Nord, selon une étude du CNRS s'appuyant sur une série de données couvrant la période 1971-2000. En 2020, Météo-France publie une typologie des climats de la France métropolitaine dans laquelle la commune est exposée à un climat océanique altéré et est dans la région climatique  Moyenne vallée de la Loire, caractérisée par une bonne insolation (1 850 h/an) et un été peu pluvieux. 
Pour la période 1971-2000, la température annuelle moyenne est de 11,3 °C, avec une amplitude thermique annuelle de 15 °C. Le cumul annuel moyen de précipitations est de 699 mm, avec 11,2 jours de précipitations en janvier et 6,8 jours en juillet. Pour la période 1991-2020, la température moyenne annuelle observée sur la station météorologique de Météo-France la plus proche, sur la commune de Limeray à 4 km à vol d'oiseau, est de 12,2 °C et le cumul annuel moyen de précipitations est de 670,2 mm,. Pour l'avenir, les paramètres climatiques de la commune estimés pour 2050 selon différents scénarios d'émission de gaz à effet de serre sont consultables sur un site dédié publié par Météo-France en novembre 2022.

## Urbanisme

### Typologie
Au 1er janvier 2024, Saint-Ouen-les-Vignes est catégorisée commune rurale à habitat dispersé, selon la nouvelle grille communale de densité à sept niveaux définie par l'Insee en 2022.
Elle appartient à l'unité urbaine de Tours, une agglomération intra-départementale regroupant 38  communes, dont elle est une commune de la banlieue,,. La commune est en outre hors attraction des villes,.

### Occupation des sols
L'occupation des sols de la commune, telle qu'elle ressort de la base de données européenne d’occupation biophysique des sols Corine Land Cover (CLC), est marquée par l'importance des territoires agricoles (73 % en 2018), en diminution par rapport à 1990 (74,5 %). La répartition détaillée en 2018 est la suivante : 
terres arables (48,2 %), forêts (23,6 %), zones agricoles hétérogènes (17,6 %), prairies (4,7 %), zones urbanisées (3,5 %), cultures permanentes (2,4 %). L'évolution de l’occupation des sols de la commune et de ses infrastructures peut être observée sur les différentes représentations cartographiques du territoire : la carte de Cassini (XVIIIe siècle), la carte d'état-major (1820-1866) et les cartes ou photos aériennes de l'IGN pour la période actuelle (1950 à aujourd'hui).

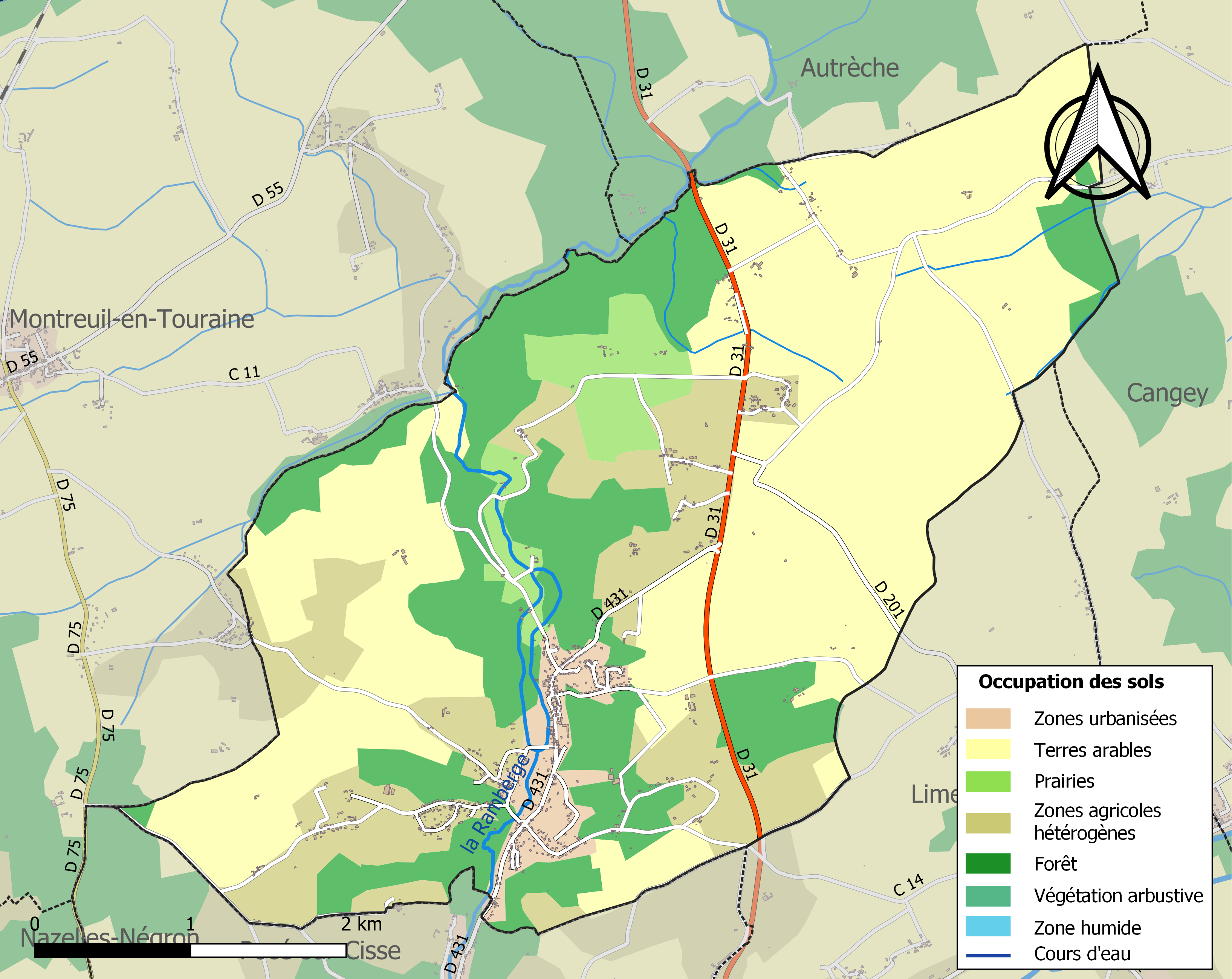
Carte des infrastructures et de l'occupation des sols de la commune en 2018 (CLC).

### Risques majeurs
Le territoire de la commune de Saint-Ouen-les-Vignes est vulnérable à différents aléas naturels : météorologiques (tempête, orage, neige, grand froid, canicule ou sécheresse) et séisme (sismicité très faible). Un site publié par le BRGM permet d'évaluer simplement et rapidement les risques d'un bien localisé soit par son adresse soit par le numéro de sa parcelle.

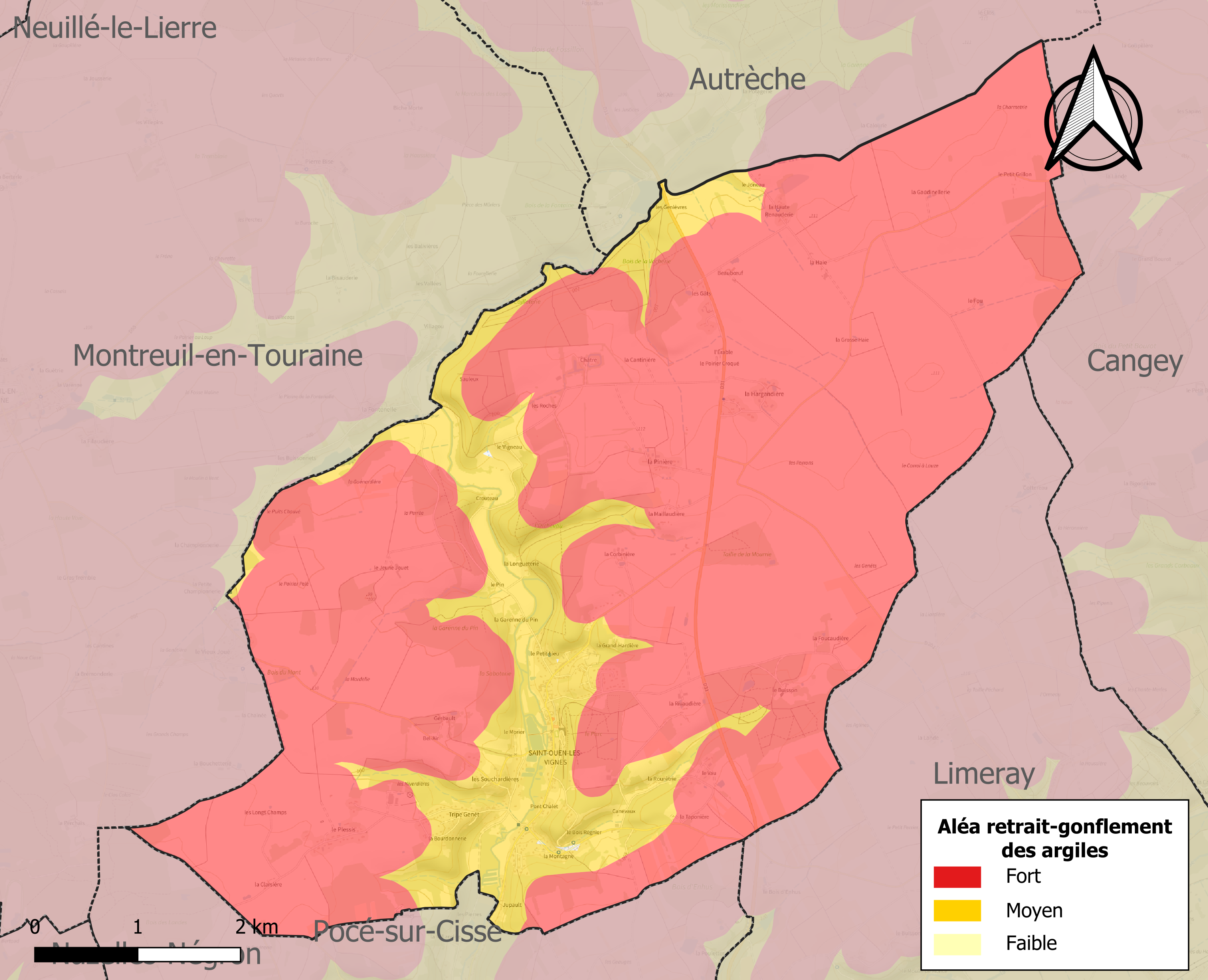
Carte des zones d'aléa retrait-gonflement des sols argileux de Saint-Ouen-les-Vignes.

Le retrait-gonflement des sols argileux est susceptible d'engendrer des dommages importants aux bâtiments en cas d’alternance de périodes de sécheresse et de pluie. La totalité de la commune est en aléa moyen ou fort (90,2 % au niveau départemental et 48,5 % au niveau national). Sur les 485 bâtiments dénombrés sur la commune en 2019, 484 sont en aléa moyen ou fort, soit 100 %, à comparer aux 91 % au niveau départemental et 54 % au niveau national. Une cartographie de l'exposition du territoire national au retrait gonflement des sols argileux est disponible sur le site du BRGM,.
Concernant les mouvements de terrains, la commune a été reconnue en état de catastrophe naturelle au titre des dommages causés par la sécheresse en 1996 et par des mouvements de terrain en 1999.

## Histoire
Au cours de la Révolution française, la commune, alors nommée simplement Saint-Ouen, porte provisoirement le nom de La Ramberge ou La Remberge. Le nom définitif de Saint-Ouen-les-Vignes est adopté en 1920.
Un projet de fusion en commune nouvelle avec le village voisin de Montreuil-en-Touraine est mis en œuvre en 2016. En tant que commune nouvelle, le nouvel ensemble bénéficierait ainsi d'une hausse de 5 % des dotations en vertu du statut créé par la loi du 16 décembre 2010. Durant l'été 2016, le conseil municipal de Saint-Ouen-les-Vignes vote une étude sur une potentielle fusion. Une réunion publique est également organisée. La perspective d'une fusion a rencontré l'opposition d'un certain nombre d'habitants de Saint-Ouen, qui organisent des réunions publiques et des pétitions pour réclamer une consultation citoyenne. Les élus municipaux décident alors de la tenue d'un scrutin en 2017

## Politique et administration
| Période                                  | Période       | Identité            | Étiquette | Qualité  |
| ---------------------------------------- | ------------- | ------------------- | --------- | -------- |
| avant 1981                               | ?             | Camille Rousseau    |           |          |
| mars 2001                                | mars 2008     | François Hess       |           |          |
| mars 2008                                | décembre 2017 | Marie-Joëlle Adrast | DVD       | Employée |
| décembre 2017                            | En cours      | Philippe Deniau     | SE        |          |
| Les données manquantes sont à compléter. |               |                     |           |          |

## Population et société

### Démographie
L'évolution du nombre d'habitants est connue à travers les recensements de la population effectués dans la commune depuis 1793. Pour les communes de moins de 10 000 habitants, une enquête de recensement portant sur toute la population est réalisée tous les cinq ans, les populations de référence des années intermédiaires étant quant à elles estimées par interpolation ou extrapolation. Pour la commune, le premier recensement exhaustif entrant dans le cadre du nouveau dispositif a été réalisé en 2005.

En 2022, la commune comptait 975 habitants, en évolution de −4,13 % par rapport à 2016 (Indre-et-Loire : +1,67 %, France hors Mayotte : +2,11 %).
| 1793 | 1800 | 1806 | 1821 | 1831 | 1836 | 1841 | 1846 | 1851 |
| ---- | ---- | ---- | ---- | ---- | ---- | ---- | ---- | ---- |
| 568  | 676  | 672  | 654  | 670  | 703  | 690  | 655  | 698  |

| 1856 | 1861 | 1866 | 1872 | 1876 | 1881 | 1886 | 1891 | 1896 |
| ---- | ---- | ---- | ---- | ---- | ---- | ---- | ---- | ---- |
| 751  | 789  | 798  | 760  | 753  | 801  | 922  | 791  | 760  |

| 1901 | 1906 | 1911 | 1921 | 1926 | 1931 | 1936 | 1946 | 1954 |
| ---- | ---- | ---- | ---- | ---- | ---- | ---- | ---- | ---- |
| 726  | 714  | 635  | 633  | 601  | 536  | 548  | 565  | 570  |

| 1962 | 1968 | 1975 | 1982 | 1990 | 1999 | 2005  | 2006  | 2010  |
| ---- | ---- | ---- | ---- | ---- | ---- | ----- | ----- | ----- |
| 519  | 496  | 571  | 727  | 747  | 941  | 1 020 | 1 033 | 1 031 |

| 2015  | 2020 | 2022 | - | - | - | - | - | - |
| ----- | ---- | ---- | - | - | - | - | - | - |
| 1 016 | 982  | 975  | - | - | - | - | - | - |

### Enseignement
Saint-Ouen-les-Vignes se situe dans l'académie d'Orléans-Tours (Zone B) et dans la circonscription d'Amboise.
L'école primaire accueille les élèves de la commune.[réf. souhaitée]

## Lieux et monuments
L'église paroissiale Saint-Ouen est classée au titre des monuments historiques en 1936.

## Personnalités liées à la commune
- Carlo Vigarani (1637-1713), protégé de Mazarin, intendant des Machines et Menus-Plaisirs du Roi Louis XIV, seigneur de Saint-Ouen-les-Vignes où il est enterré ;
- Jean Ristat (1943-2023), poète et écrivain français, y est enterré.

## Festival
La commune est connue pour le festival des Courants, festival de musiques actuelles créé en 2002. Au fil du temps, le cinéma, la photographie et la bande dessinée sont venus enrichir l'événement qui a lieu tous les premiers week-ends de juillet.

## Dans la culture populaire
La commune de Saint-Ouen-les-Vignes sert de cadre avec Amboise à la bande dessinée Le Guide ou le Secret de Léonard de Vinci de Bruno Bertin (2012). Dans cet album, une bande d'enfants perce un mystère associé au séjour de Léonard de Vinci à Amboise au début du XVIe siècle.